# 조해진 (1963년)
조해진(曺海珍, 1963년 9월 21일~)은 대한민국의 정치인이다. 제18·19·21대 국회의원이다. 한나라당 후보로 2008년 총선에 밀양시 창녕군선거구에 공천을 받아 당선됐다. 2012년 총선에서도 같은 선거구에서 공천을 받아 당선됐다.

## 학력
- 밀양 무안국민학교 졸업
- 밀양 무안중학교 졸업
- 밀양고등학교 졸업
- 서울대학교 법과대학 공법학 학사
- 서울대학교 대학원 법학 석사

## 경력
- 박찬종 대표 보좌역
- 한나라당 이회창 총재 보좌역
- 한나라당 상근부대변인
- 이명박 서울특별시장 비서관
- 2007년: 이명박 대통령후보 공보특보
- 2008년 2월: 제17대 대통령당선인 비서실 부대변인
- 2008년 4월 9일: 대한민국 제18대 국회의원 선거 당선(경남 밀양시·창녕군, 한나라당, 초선)
- 2008년 5월~2012년 5월: 제18대 국회의원(경남 밀양시·창녕군, 한나라당→새누리당, 초선)
  - 2008년 6월~2012년 5월: 제18대 국회 환경노동위원회 위원
  - 2008년 8월~2010년 5월: 제18대 국회 예산결산특별위원회 위원
- 2008년 5월~2012년 2월: 한나라당 경상남도당 밀양시·창녕군 당원협의회 위원장
- 2009년 5월: 한ㆍ아세안 특별정상회의 태국, 미얀마 이명박 대통령 특사
- 2009년 9월~2010년 8월: 한나라당 대변인
- 2012년 2월~2016년 3월: 새누리당 경상남도당 밀양시·창녕군 당원협의회 위원장
- 2012년 4월 11일: 대한민국 제19대 국회의원 선거 당선(경남 밀양시·창녕군, 새누리당, 재선)
- 2012년 5월~2016년 5월: 제19대 국회의원(경남 밀양시·창녕군, 새누리당→무소속, 재선)
  - 2012년 7월~2013년 3월: 제19대 국회 문화체육관광방송통신위원회 간사
  - 2013년 3월~2015년 2월: 제19대 국회 미래창조과학방송통신위원회 간사
  - 2013년 4월~2014년 6월: 제19대 국회 방송공정성특별위원회 간사
  - 2015년 2월~2015년 7월: 제19대 국회 운영위원회 간사
  - 2015년 2월~2016년 5월: 제19대 미래창조과학방송통신위원회 위원
- 2012년 10월~2012년 12월: 제18대 대통령선거 새누리당 박근혜후보 중앙선거대책위원회 대변인단장
- 2014년 5월~2014년 7월: 새누리당 비상대책위원회 위원
- 2014년 5월~2014년 6월: 엘살바도르 대통령 취임 박근혜 대통령 특사
- 2014년 6월~2015년 2월: 새누리당 경상남도당 위원장
- 2014년 9월~2015년 3월: 새누리당 보수혁신특별위원회 위원
- 2015년 2월~2015년 7월: 새누리당 원내수석부대표
- 2017년 3월~2017년 5월: 제19대 바른정당 유승민 대통령 후보 대선캠프 전략기획팀장
- 2017년 1월~2017년 11월: 바른정당 경상남도당 밀양시·의령군·함안군·창녕군 당원협의회 위원장
- 2019년 1월~2020년 2월: 자유한국당 경상남도당 밀양시·의령군·함안군·창녕군 당원협의회 위원장
- 2020년 3월~2020년 4월: 미래통합당 4·15총선 경남선거대책위원회 총괄상임본부장
- 2020년 4월 15일: 대한민국 제21대 국회의원 선거 당선(경남 밀양시·의령군·함안군·창녕군, 미래통합당, 3선)
- 2020년 5월~2020년 9월 : 미래통합당 경상남도당 밀양시·의령군·함안군·창녕군 당원협의회 위원장
- 2020년 5월~2024년 5월: 제21대 국회의원(경남 밀양시·의령군·함안군·창녕군, 미래통합당→국민의힘, 3선)
  - 2020년 7월~2021년 8월: 제21대 국회 전반기 기획재정위원회 위원
  - 2020년 7월~2021년 5월: 제21대 국회 전반기 예산결산특별위원회 위원
  - 2020년 7월~2024년 5월: 국회 글로벌외교안보포럼 구성의원
  - 2020년 8월~2021년 8월: 제21대 국회 전반기 기획재정위원회 조세소위원회 위원
  - 2020년 9월~2021년 5월: 제21대 국회 전반기 예산결산특별위원회 결산심사소위원회 위원
  - 2021년 8월 : 제21대 국회 전반기 교육위원회 위원
  - 2021년 9월~2022년 5월: 제21대 국회 전반기 교육위원회 위원장
  - 2021년 12월~2022년 5월: 제21대 국회 정치개혁 특별위원회 간사
  - 2022년 7월~2022년 12월: 제21대 국회 후반기 정보위원회 위원장
  - 2022년 7월~2024년 5월: 제21대 국회 후반기 기획재정위원회 위원
    - 제21대 국회 후반기 기획재정위원회 조세소위원회 위원

  - 2022년 8월~2024년 5월: 제21대 국회 정치개혁특별위원회 위원
    - 제21대 국회 정치개혁특별위원회 정치관계법개선소위원회 위원장

  - 2022년 12월~2024년 5월: 제21대 국회 후반기 정보위원회 위원
- 2020년 9월: 국민의힘 호남 동행 국회의원 발대식 명예의원(전라남도 장성군)
- 2020년 9월~2024년 1월: 국민의힘 경상남도당 밀양시·의령군·함안군·창녕군 당원협의회 위원장
- 2020년 12월: 국민의힘 노동혁신특별위원회 위원
- 엄홍길휴먼재단 자문위원
- 2021년 8월~2021년 9월: 국민의힘 최재형 제20대 대통령 선거 예비후보 열린캠프 총괄본부 기획총괄본부장
- 2021년 12월~2022년 1월: 국민의힘 살리는 선거대책위원회 윤석열 대통령 후보 직속 전략자문위원회 위원
- 2021년 12월~2022년 1월: 국민의힘 경남을 살리는 선거대책위원회 선거대책위원장단 공동선거대책위원장
- 2022년 6월~2022년 12월: 국민의힘 혁신위원회 부위원장
- 2023년 5월~2024년 5월: 한국정치평론가협회 고문
- 2024년 3월~2024년 4월: 국민의힘 제22대 국회의원선거「국민 희망의 길」 경남선거대책위원회 공동선거대책위원장
- 2024년 3월~2024년 4월: 국민의힘 제22대 국회의원선거「국민 희망의 길」 경남선거대책위원회 경남중심철도벨트특별위원회 공동위원장
- 2024년 5월~: 국민의힘 경상남도당 김해시 을 당원협의회 위원장
- 2025년 5월~2025년 6월 제21대 대통령 선거 국민의힘 김문수 대통령 후보 경남 선거대책위원회 공동선거대책위원장

## 전과
- 도로교통법위반(음주운전): 벌금 1,500,000원 - 2002년 1월 10일 선고[2]

## 수상
- 2008년: 국정감사 NGO모니터단 국정감사 우수의원
- 2009년: 제1회 매니페스토 약속대상 최우수상
- 2010년: 백봉 라용균 선생 기념사업회 선정 백봉신사상
- 2011년: 국정감사 NGO모니터단 국정감사 우수의원
- 2011년: 환경노동위원회 최우수상
- 2014년: 국정감사 NGO모니터단 국정감사 우수의원
- 2015년: 법률소비자연맹 국회의원 헌정대상
- 2015년: 한국매니페스토실천본부 국정감사 우수의원
- 2015년: 국정감사 NGO모니터단 국정감사 우수의원
- 2015년: 제17회 백봉 라용균 선생 기념사업회 백봉신사상

## 역대 선거 결과
|  | 46.33% |

|  | 52.81% |

|  | 38.72% |

|  | 68.00% |

|  | 43.80% |

## 소속 정당
| 소속 정당 | 소속 정당    | 소속 기간 | 비고           |
| --------- | ------------ | --------- | -------------- |
|           | 신정치개혁당 | 1992~1994 | 창당 정계 입문 |
|           | 신민당       | 1994~1995 | 합당           |
|           | 무소속       | 1995~1996 | 탈당           |
|           | 신한국당     | 1996~1997 | 입당           |
|           | 무소속       | 1997      | 탈당           |
|           | 국민신당     | 1997~1998 | 창당           |
|           | 무소속       | 1998      | 탈당           |
|           | 한나라당     | 1998~2012 | 복당           |
|           | 새누리당     | 2012~2016 | 당명 변경      |
|           | 무소속       | 2016~2017 | 탈당           |
|           | 바른정당     | 2017      | 창당           |
|           | 무소속       | 2017~2020 | 탈당           |
|           | 자유한국당   | 2020      | 복당           |
|           | 미래통합당   | 2020      | 합당           |
|           | 국민의힘     | 2020~현재 | 당명 변경      |

## 같이 보기
- 밀양시·창녕군
- 밀양시·의령군·함안군·창녕군
- 밀양시의 국회의원
- 의령군의 국회의원
- 창녕군의 국회의원
- 함안군의 국회의원